# Holger Thiele
| Odkryte planetoidy: 4 | Odkryte planetoidy: 4 |
| --------------------- | --------------------- |
| (797) Montana         | 17 listopada 1914     |
| (843) Nicolaia        | 30 września 1916      |
| (1847) Stobbe         | 1 lutego 1916         |
| (3229) Solnhofen      | 9 sierpnia 1916       |

Holger Thiele (ur. 25 września 1878, zm. 5 czerwca 1946) – amerykański astronom duńskiego pochodzenia.

## Życiorys
Pracował w latach 1900–1901 w obserwatorium w Bambergu, w latach 1901–1908 w obserwatorium w Kopenhadze, a później w obserwatorium Hamburg-Bergedorf. Po przybyciu do Stanów Zjednoczonych od 1917 pracował w Obserwatorium Licka. Odkrył 4 planetoidy, a także kometę C/1906 V1 (Thiele). Obliczał również orbity innych komet.
Jego ojcem był duński astronom Thorvald Nicolai Thiele, na którego cześć nadano nazwę planetoidzie (1586) Thiele.